# František Mašlaň
František Mašlaň (* 19. února 1933, Chornice) je bývalý československý hráč ledního hokeje.

## Klubové statistiky
| Sezona     | Klub                 | Soutěž     | Základní část | Základní část | Základní část | Základní část | Základní část | Play off | Play off | Play off | Play off | Play off |
| Sezona     | Klub                 | Soutěž     | Z             | G             | A             | B             | TM            | Z        | G        | A        | B        | TM       |
| ---------- | -------------------- | ---------- | ------------- | ------------- | ------------- | ------------- | ------------- | -------- | -------- | -------- | -------- | -------- |
| 1952-53    | ZSJ ČSSZ Prostějov   | TCH        | 9             | 0             | 0             | 0             | —             | —        | —        | —        | —        | —        |
| 1953-54    | DSO Tatran Prostějov | TCH-2      | 6             | 1             | 0             | 1             | —             | —        | —        | —        | —        | —        |
| 1954-55    | Rudá hvězda Brno     | TCH        | 17            | 0             | 1             | 1             | —             | —        | —        | —        | —        | —        |
| 1955-56    | Rudá hvězda Brno     | TCH        | 8             | 0             | 1             | 1             | —             | —        | —        | —        | —        | —        |
| 1956-57    | Rudá hvězda Brno     | TCH        | 21            | 1             | 0             | 1             | —             | —        | —        | —        | —        | —        |
| 1957-58    | Rudá hvězda Brno     | TCH        | 22            | 1             | 3             | 4             | —             | —        | —        | —        | —        | —        |
| 1958-59    | Rudá hvězda Brno     | TCH        | 22            | 5             | 3             | 8             | —             | —        | —        | —        | —        | —        |
| 1959-60    | Rudá hvězda Brno     | TCH        | 21            | 0             | 1             | 1             | —             | —        | —        | —        | —        | —        |
| 1960-61    | Rudá hvězda Brno     | TCH        | 32            | 4             | 5             | 9             | 44            | —        | —        | —        | —        | —        |
| 1961-62    | Rudá hvězda Brno     | TCH        | 30            | 6             | 3             | 9             | —             | —        | —        | —        | —        | —        |
| 1962-63    | TJ ZKL Brno          | TCH        | 31            | 1             | 6             | 7             | —             | —        | —        | —        | —        | —        |
| 1963-64    | TJ ZKL Brno          | TCH        | 29            | 5             | 10            | 15            | —             | —        | —        | —        | —        | —        |
| 1964-65    | TJ ZKL Brno          | TCH        | 32            | 6             | 7             | 13            | —             | —        | —        | —        | —        | —        |
| 1965-66    | TJ ZKL Brno          | TCH        | 33            | 4             | 5             | 9             | —             | —        | —        | —        | —        | —        |
| 1966-67    | TJ ZKL Brno          | TCH        | 21            | 1             | 0             | 1             | —             | —        | —        | —        | —        | —        |
| 1967-68    | Spartak Královo Pole | TCH-2      | —             | —             | —             | —             | —             | —        | —        | —        | —        | —        |
| 1968-69    | Sokol Nedvědice      | TCH-4      | —             | —             | —             | —             | —             | —        | —        | —        | —        | —        |
| TCH celkem | TCH celkem           | TCH celkem | 319           | 34            | 45            | 79            | 44            | —        | —        | —        | —        | —        |

### Reprezentační statistiky
| Rok  | Tým            | Událost | Z | G | A | B | TM |
| ---- | -------------- | ------- | - | - | - | - | -- |
| 1960 | Československo | OH      | 2 | 0 | 0 | 0 | 0  |